# Zemplínske Kopčany
Zemplínske Kopčany (allemand : Stolln bei Großkapp) est un village de Slovaquie situé dans la région de Košice.

## Histoire
Première mention écrite du village en 1332.
La localité fut annexée par la Hongrie après le premier arbitrage de Vienne le 2 novembre 1938. En 1938, on comptait 364 habitants dont 14 d'origines juives. Elle faisait partie du district de Veľké Kapušany (hongrois : Nagykaposi járás). Le nom de la localité avant la Seconde Guerre mondiale était Kopčany/Hegyi. Durant la période 1938 - 1945, le nom hongrois Hegyi était d'usage. À la libération, la commune a été réintégrée dans la Tchécoslovaquie reconstituée.

## Démographie

### Évolution de la population
| Année:               | 1994. | 2004.   | 2014.    | 2024.    |
| -------------------- | ----- | ------- | -------- | -------- |
| Nombre de personnes: | 218   | 232     | 441      | 515      |
| Différence:          |       | +6,42 % | +90,08 % | +16,78 % |

| Année:               | 2023. | 2024.   |
| -------------------- | ----- | ------- |
| Nombre de personnes: | 518   | 515     |
| Différence:          |       | -0,57 % |

## Politique
| Nom            | Parti politique      | Date de l'élection | Fin du mandat |
| -------------- | -------------------- | ------------------ | ------------- |
| Ladislav Kohut | Candidat indépendant | 02.12.2006         | Déc. 2010     |